# Afric Simone
Afric Simone, pseudonimo di Henrique Joaquin Simone (Inhambane, 10 ottobre 1939), è un cantante mozambicano.

## Biografia

### Infanzia e gioventù
Henrique Simone è nato a Inhambane, Mozambico, il 10 ottobre 1939, da padre brasiliano e madre mozambicana. Dopo la morte del padre Simone dovette lasciare la scuola e iniziare a lavorare, per aiutare la madre e le sorelle. Faceva da babysitter nella famiglia del medico locale e cantava costantemente per il bambino.
All'età di 15 anni Simone si trasferì con un suo amico nella capitale del Mozambico, Maputo, lavorando entrambi come muratori. Alla sera arrotondavano esibendosi per le strade della citta suonando la chitarra, cantando e ballando.
Furono notati dal manager di uno degli hotel di Maputo che li invitò ad esibirsi nel ristorante dell'hotel. Simone svolgeva cosi 3 lavori contemporaneamente: nel fine settimana suonava la chitarra e cantava in albergo, durante la settimana lavorava come muratore durante il giorno e si esibiva per strada la sera. 
Negli anni sessanta Simone si esibì in Mozambico con il nome d'arte Kid-Kid. Lentamente Simone guadagnò la popolarità locale: la gente cominciò a riconoscerlo per strada, e perfino il giornale locale scrisse di lui. Poi il giovane musicista fu notato da un manager musicale del Sudafrica.

### Carriera professionale
Tra il 1965 e il 1971, Simone pubblicò - sotto il nome d'arte Monsieur Afrique - 5 singoli: Black Dynamit nel 1965 per Ariola Records, El Matador nel 1969 per Teldec, Washboard man nel 1970 per Polydor Records e Ich bin der grösste Lacher sempre nel 1970 per l'etichetta discografica Telefunken, e Feuer Feuer Feuer nel 1971 per la Hansa Records.
Nel 1972 venne pubblicato sotto il nome d'arte Simón el Africano il singolo Barracuda, che portò Simone al primo posto nelle classifiche di molti paesi sudamericani. Successivamente Simone iniziò a trascorrere più tempo  in Sud America che nel suo continente natale, l'Africa, esibendosi soprattutto in Brasile. 
Nel 1973 il manager di Simone decise di andare a Londra, sperando che il mercato europeo avesse delle opportunità per talentuoso artista africano. Il singolo Barracuda venne ripubblicato in Europa, ora con il nome d'arte Afric Simone. 
Nel 1974 Afric Simone e il suo manager si recarono a Parigi, dove il musicista e produttore discografico francese Eddie Barclay assistette ad una delle sue esibizioni dal vivo. Barclay offrì subito a Simone un contratto discografico. Nel 1975 sull'etichetta discografica  Records uscì il singolo Ramaya, che divenne un successo estivo ed entrò nella Top 10 di molti paesi europei.

### Ramaya

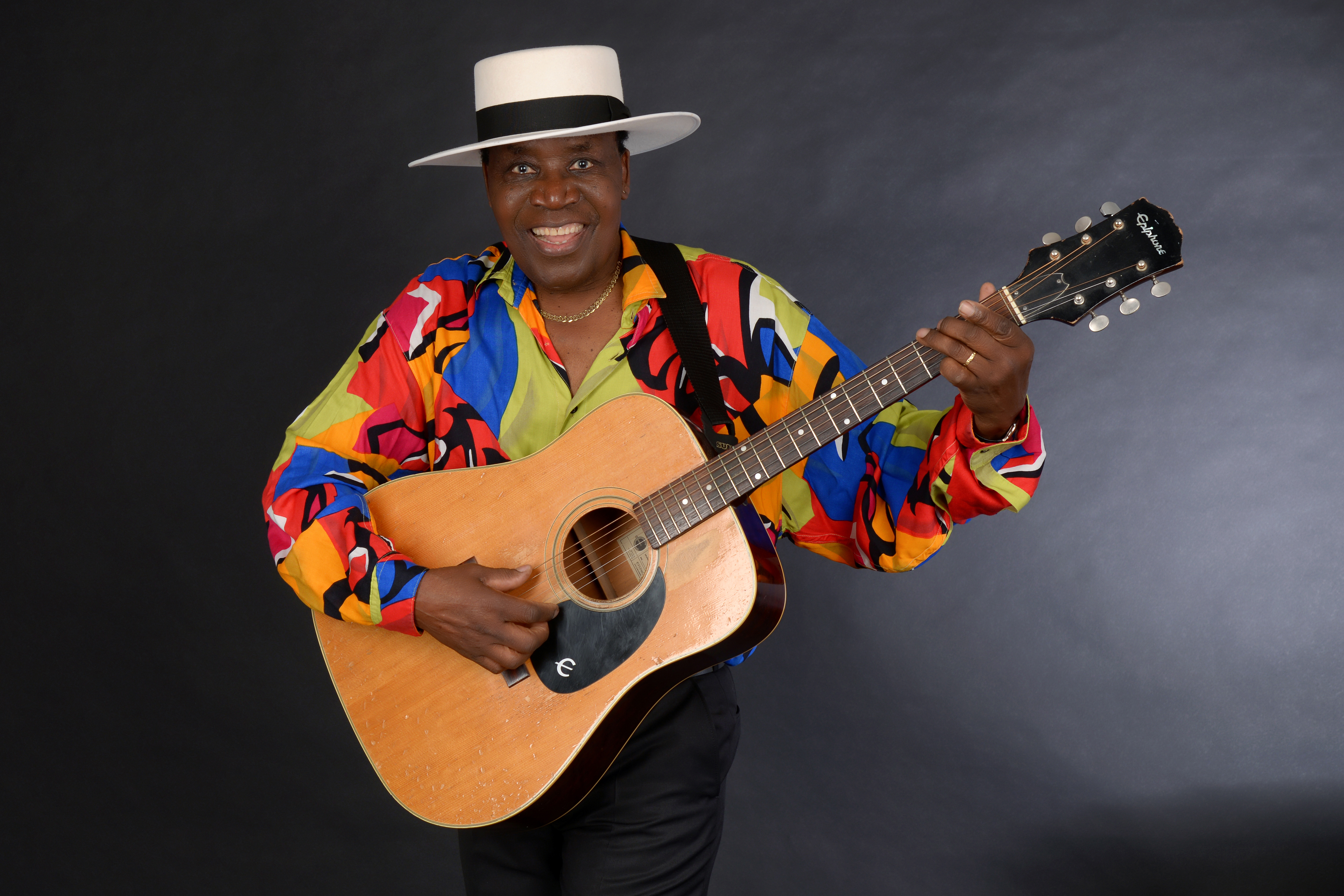
Afric Simone nel 2016

Il suo più grande successo, fu il 45 giri Ramaya pubblicato dalla Barclay: l'idea del cantante fu quella di utilizzare lo swahili, una delle lingue parlate nella sua nazione, che suonava agli orecchi degli europei molto esotica; in realtà, a livello musicale, la canzone non ha nulla di africano, ma mescola intelligentemente ritmi afrofunk o anche disco con una melodia pop orecchiabile. Il successo non fu solo francese (dove comunque il singolo arrivò fino al terzo posto, preceduto solo da Donna Summer con la sua Love to Love You Baby e da Michel Sardou con La France, vendendo un milione di copie), ma europeo, ed entrò nelle hit parade tedesche, scandinave, olandesi e italiane.
In Italia raggiunse il primo posto solo a giugno del 1976, contendendosi il podio con S.O.S. degli ABBA, a causa della presenza di Ancora tu di Lucio Battisti, che rimase in vetta per i quattro mesi precedenti senza interruzioni. Afric Simone fu ospite di molti programmi televisivi italiani, dal Festivalbar a Discoring, dove presentò anche il 45 giri successivo, Hafanana, che, pur non raggiungendo le vendite di Ramaya, fu un discreto successo, raccogliendo la maggior parte delle vendite in Unione Sovietica.
Durante le sue esibizioni televisive, si esibiva in balli scatenati, usando spesso una sedia che sollevava con i denti, per poi salirci con un salto sopra dopo averla posata.

### Altre canzoni
Nel luglio 1977, Afric Simone si esibì con la canzone Hafanana allo show televisivo "Ein Kessel Buntes" a Berlino Est, nella Repubblica Democratica Tedesca. Questo programma televisivo è stato trasmesso in quasi tutti i paesi dell'Europa orientale. Ecco perché nei paesi dell'ex Unione Sovietica Afric Simone è famoso soprattutto per Hafanana, e non per Ramaya.
I dischi successivi ebbero ancora successo, ma non in Italia: ricordiamo Playa blanca, Piranha e Salomé, canzone lenta che mostra un altro aspetto di questo musicista, che arrivò pure ad esibirsi all'Olympia di Parigi e a collaborare con Charles Aznavour. In seguito in Francia non riscosse più le attenzioni del pubblico, che continuarono invece per qualche anno in Germania, dove pubblicò altri dischi.
Si è esibito nuovamente in Italia, in tempi più recenti, nelle trasmissioni: Meteore - Alla ricerca delle stelle perdute (su Italia Uno), Anima mia e Quelli che... il calcio (durante la conduzione di Fabio Fazio) entrambe su Rai 2, Ciao Darwin (presentata da Paolo Bonolis e Luca Laurenti su Canale 5).
(Fabio Fazio)
Nel 1978, l'album di Afric Simone fu pubblicato in Cecoslovacchia. Nel 1979, Afric Simone fu invitato ad esibirsi al programma televisivo di Praga, insieme ad artisti  come Karel Gott e Helena Vondráčková.
Afric Simone si esibisce ancora nei paesi dell'Est Europa. Nel luglio 2022 Afric Simone si è esibito al festival “Discoteca 80” a Cluj-Napoca, in Romania. Nell'ottobre 2023 Afric Simone si è esibito al festival “Arena Retro Party” a Budapest, in Ungheria - con artisti come Ken Laszlo, Eddy Huntington e Thomas Anders. Il 31 dicembre 2023 Afric Simone si è esibito  a Tbilisi, capitale della Georgia, insieme ai suoi amici del duo Ottawan.

### Vita privata
Dal 1978 Afric Simone vive a Berlino e ha la cittadinanza tedesca. È stato sposato 3 volte. Dal secondo matrimonio Afric ha due figli, Fabio e Megalega. La sua terza moglie, Ludmila , è di etnia russa.

## Discografia

### 45 giri
- 1965 - Black Dynamit / Monsieur Afrique (Ariola)
- 1969 - El Matador / Mosquito (Teldec)
- 1970 - Washboard Man / Harana (Polydor)
- 1970 - Ich bin der größte Lacher / Mr. Watussi (Telefunken)
- 1971 - Feuer-Feuer-Feuer / Salt-Lake-City-Train (Ariola)
- 1972 - Barracuda / Hey Safari (BASF)
- 1973 - Barracuda/Humbala (BASF, 05 19185-5)
- 1975 - Ramaya/Piranha (Barclay, BRCNP 40066)
- 1976 - Hafanana/Sahara (Barclay, BRCNP 40072)
- 1977 - Maria Madalena/Aloha (Barclay)
- 1978 - Playa blanca/Marabu (Barclay)
- 1980 - China girl/Salomé (Barclay)
- 1982 - Maria, Sexy Bomba de Paris
- 1983 - Lady Madonna Shanghai
- 1990 - Afro Lambada

### 33 giri
- 1976 - Ramaya (Barclay, 70024)
- 1977 - Afric Simone (Barclay)
- 1978 - Afric Simone 2 (Barclay)

### CD
- 1976 - Best of Afric Simone (ristampato nel 2002 con alcune bonus tracks)